# Trichophorum alpinum
Trichophorum alpinum — вид рослин родини Осокові (Cyperaceae), поширений у помірній Євразії й Північній Америці.

## Опис
Багаторічна трав'яниста рослина 10–40 см заввишки. Росте щільними жмутками. Кореневище повзуче, розгалужене. Стебла 20–30 см заввишки, 3-кутові, злегка шорсткі, одягнені на основі в листові піхви. Листова пластинка верхівкового листка ≈ 1 см × 0.3 мм. Суцвіття зводяться до одного кінцевого колоска, довгастого, 4.5–5 × ≈ 3 мм, малоквіткового. Колоскові луски жовтувато-коричневі, від довгастих до вузько-яйцюватих, ≈ 3.5 × 0.9 мм, 1-жильні, верхівки тупі. Щетинки оцвітини 4–6, білі, до 2 см в плодах, сплюснуті, гладкі, шовковисті. зрештою ± ослаблі. Горішок темно-коричневий, довгасто-обернено-яйцюватий, 1–1.5 мм, вершина коротко загострена. 2n = 58.

## Поширення
Поширений у помірних регіонах Євразії й Північної Америки (Канада, пн. США). В Україні не зростає.

## Галерея

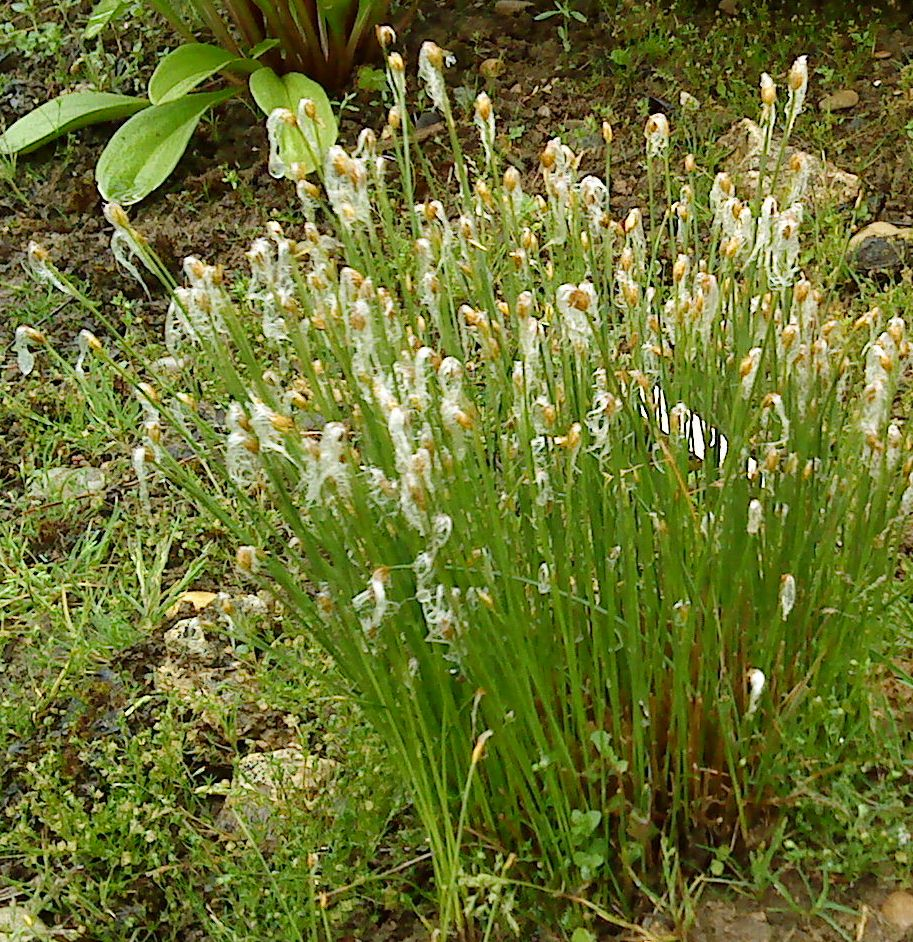
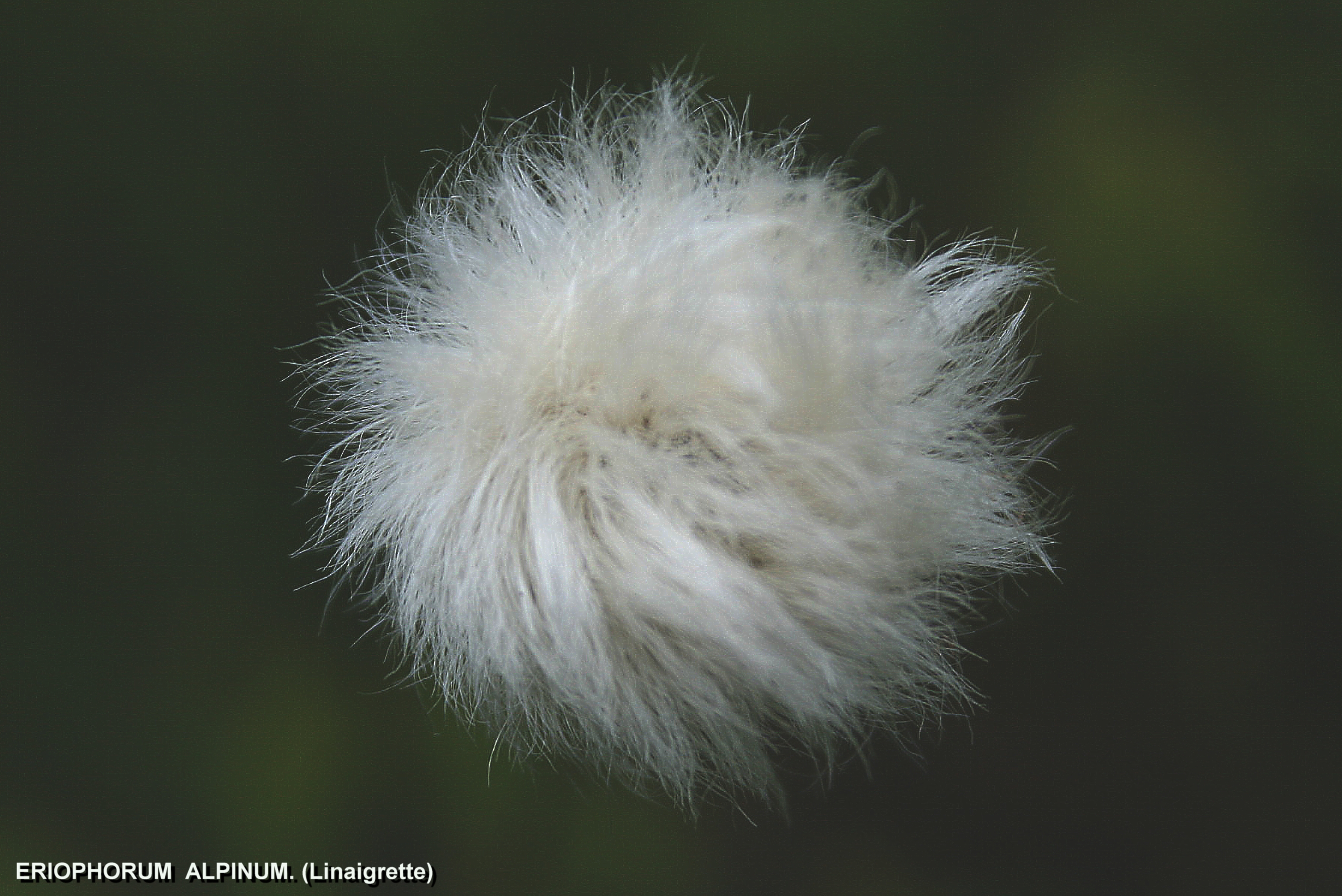
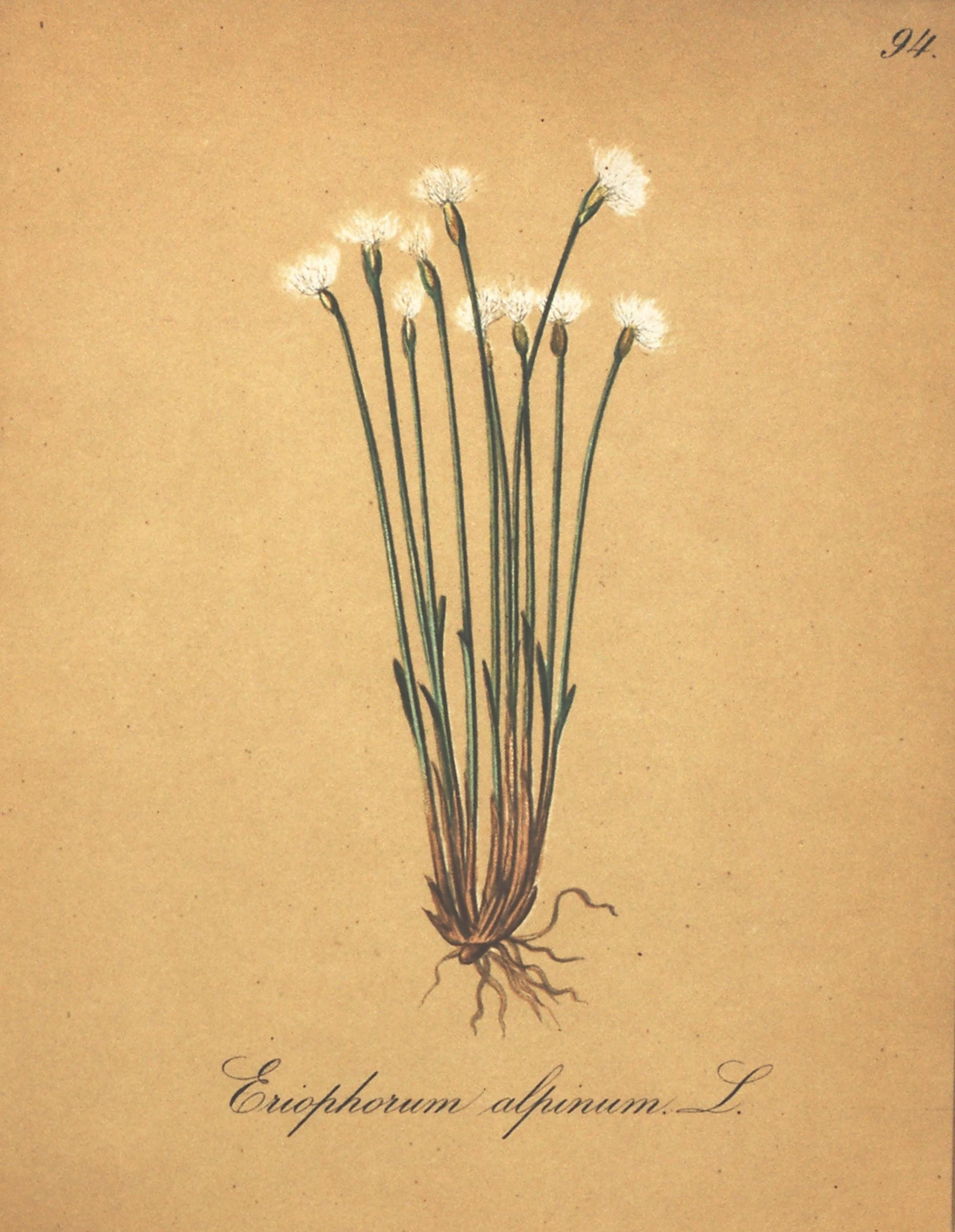